# Хлебычин
Хлебычин (укр. Хлібичин) — село в Заболотовской поселковой общине Коломыйского района Ивано-Франковской области Украины.
Население по переписи 2001 года составляло 573 человека. Занимает площадь 7,65 км². Почтовый индекс — 78318. Телефонный код — 03476.